# Канари
Канари (фр. Canari, корс. Canari) — коммуна во Франции, находится в регионе Корсика. Департамент коммуны — Верхняя Корсика. Входит в состав кантона Кап-Корс. Округ коммуны — Бастия.
Код INSEE коммуны — 2B058.

## Население
Население коммуны на 2008 год составляло 325 человек.
| 1962 | 1968 | 1975 | 1982 | 1990 | 1999 | 2008 |
| ---- | ---- | ---- | ---- | ---- | ---- | ---- |
| 533  | 583  | 358  | 331  | 291  | 323  | 325  |

## Экономика
В 2007 году среди 185 человек в трудоспособном возрасте (15—64 лет) 119 были экономически активными, 66 — неактивными (показатель активности — 64,3 %, в 1999 году было 61,2 %). Из 119 активных работали 107 человек (68 мужчин и 39 женщин), безработных было 12 (2 мужчины и 10 женщин). Среди 66 неактивных 8 человек были учащимися или студентами, 27 — пенсионерами, 31 были неактивными по другим причинам.

## Фотогалерея

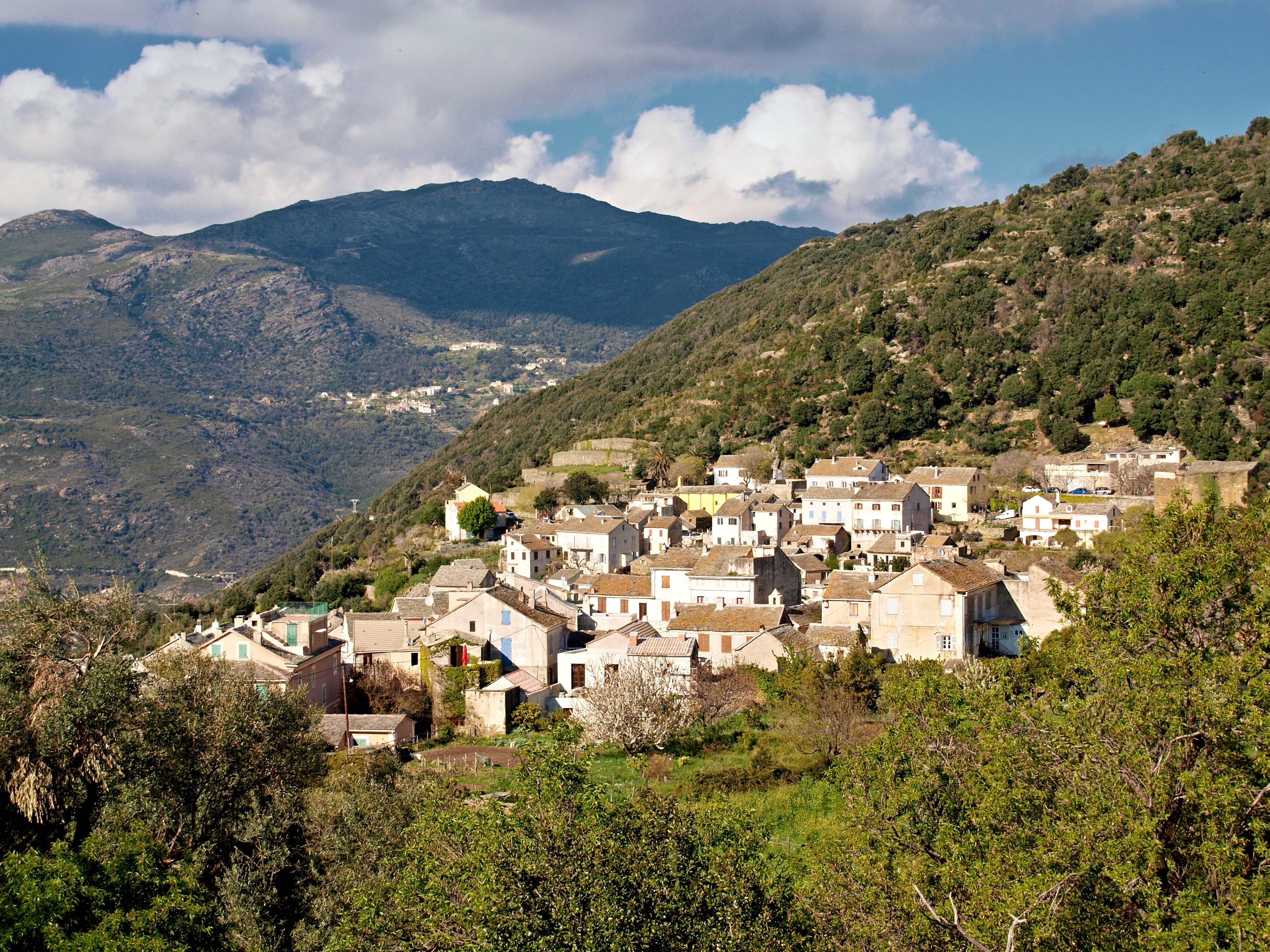
Канари
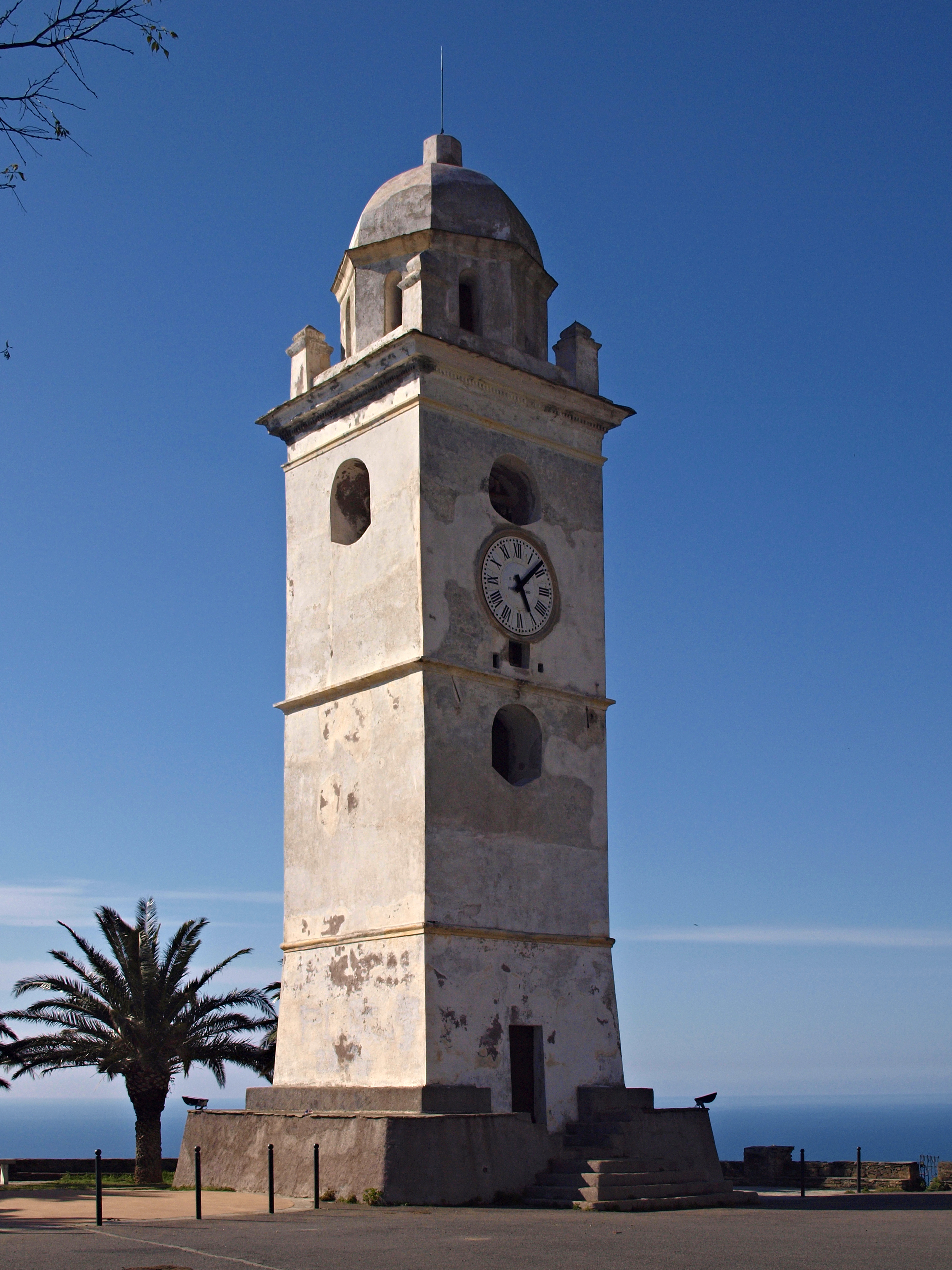
Колокольня
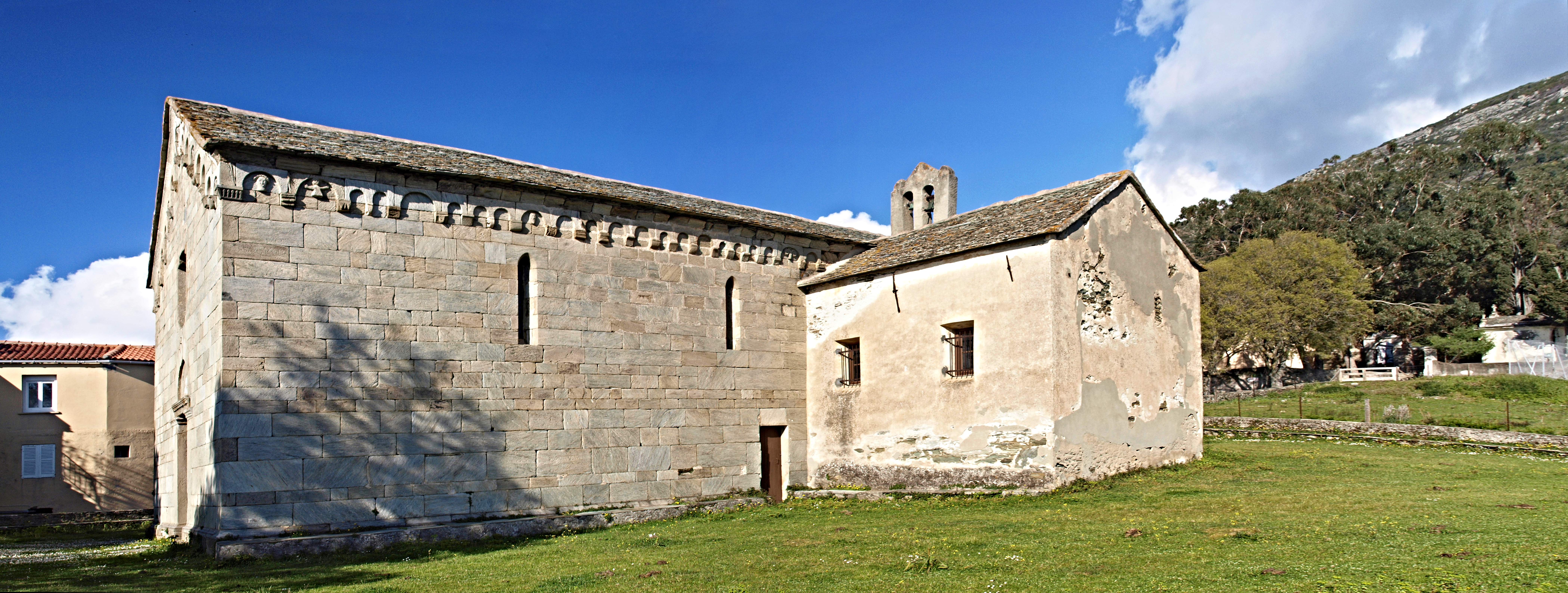
Церковь Санта-Мария Ассунта (XII век)
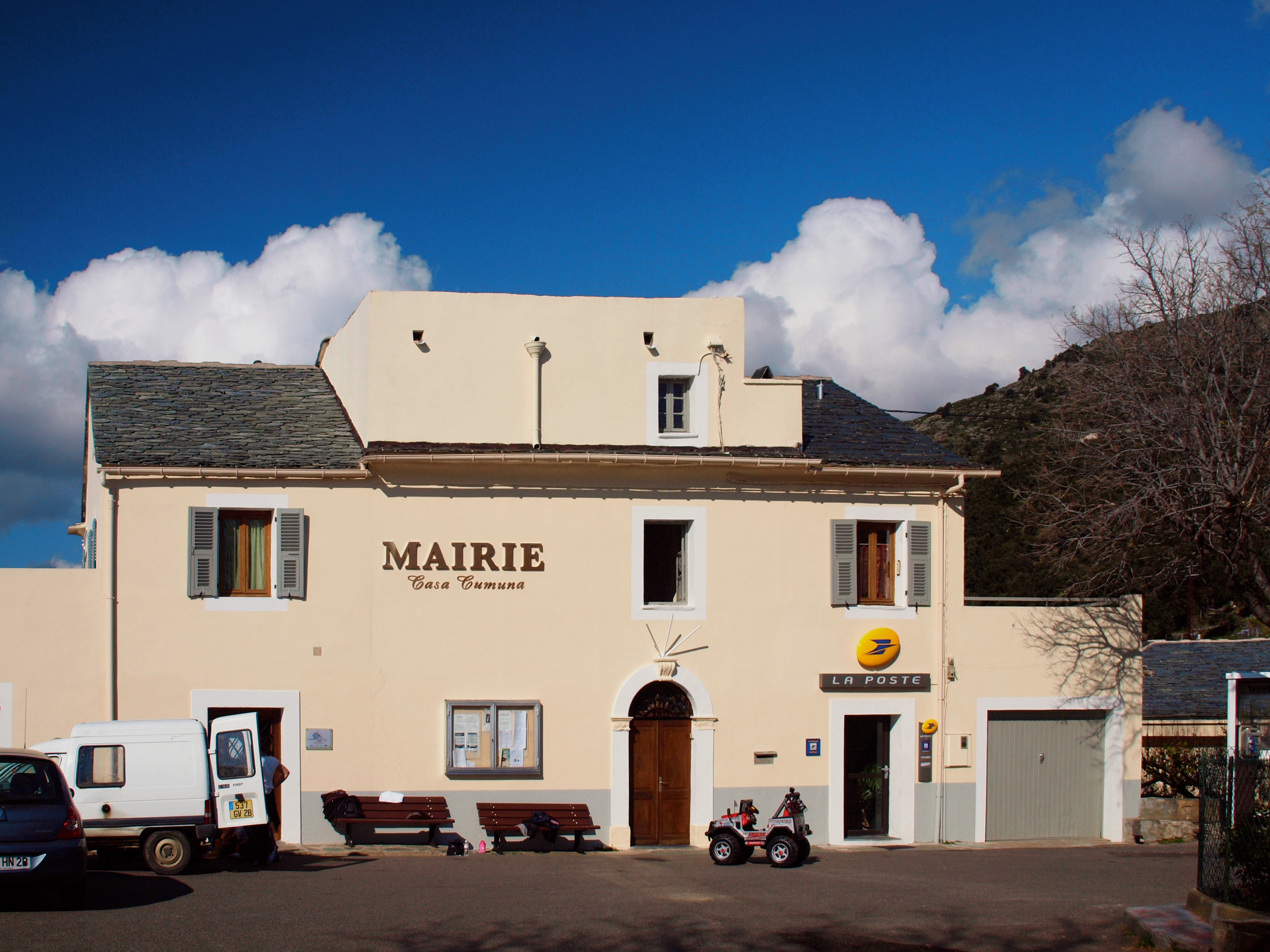
Мэрия